# Broholm
Broholm er en gammel sædegård ved Sekundærrute 163, 2 km sydøst for Gudme på Sydøstfyn. Gården nævnes første gang i 1326. Den fredede firefløjede hovedbygning er opført i 1642, om- og tilbygget i 1839 (G.F. Hetsch), 1856, 1895 og 1905.
Omkring besættelsen blev godset kendt for Broholmmødet, der blev ledet af Jørgen Sehested, Frits Clausen og Axel Hartel, og fandt sted på Broholm den 14.-15. august 1940. Det var et møde i den såkaldte fællesfront mellem Landbrugernes Sammenslutning/Bondepartiet, Det nationale genrejsningsparti og DNSAP og besættelsesmagten.
Der er nu hotel i hovedbygningen på Broholm. Broholm Gods er på 450 hektar.
I 1833 overværede Niels Frederik Bernhard Sehested fundet af Broholmskatten på en mark på herregårdens jorden, som igangsatte hans interesse for arkæologi. Han indsamlede over 60.000 flintredskaber på godset jorde, som i dag er udstillet i hans oldssagssamling i en bjælkehytte opført til formålet i 1879. Ansvaret for samlingen blev i 1999 overdraget til Svendborg Museum.
Hunderacen Broholmer har navn efter gården.
Vandløbet Tange Å udspringer nær Broholm og har forbindelse til voldgravene.
Broholm ligger i Gudme Sogn, tidligere Gudme Herred, nu Svendborg Kommune.

## Stamhuset Broholm
Stamhuset Broholm omfattede hovedgårdene Broholm og Tangegård samt avlsgården Bjergeskovgård med ca. 127 tdr. hartkorn alle slags. Jordtilliggendet udgjorde 825 tdr. land, skovarealet 814 tdr land. Stamhuset blev oprettet 1750 for Caspar von Wessel og ophørte 1930 med lensafløsningen. Besiddere:[kilde mangler]
- (1750-1752) Caspar von Wessel
- (1752-1799) Anders Sehested
- (1799-1803) Niels Sehested
- (1803-1811) Wibeke Marie von Pultz gift Sehested
- (1811-1819) Anders Sehested
- (1819-1839) Edel Marie Kjær gift Sehested
- (1839-1882) Niels Frederik Bernhard Sehested
- (1882-1894) Charlotte Christine Linde gift Sehested
- (1894-1924) Hannibal Sehested
- (1924-1930) Jørgen Sehested

## Ejere af Broholm
- (1326-1356) Absalon Jonsen Ulfeldt
- (1356-1443) Slægten Ulfeldt
- (1443-1473) Maren Ulfeldt
- (1473-1502) Johan Fikkesen
- (1502-1536) Ellen Ulfeldt gift (1) Fikkesen (2) von Mehlen
- (1536-1556) Axel Fikkesen
- (1556-1576) Palle von Mehlen
- (1576-1609) Hans von Mehlen
- (1609-1611) Emerentze von Baden gift (1) von Mehlen (2) Brockenhuus
- (1611-1641) Claus Brockenhuus
- (1641-1644) Otte Skeel
- (1644-1650) Ida Lunge gift Skeel
- (1650-1670) Jørgen Skeel
- (1670-1690) Jørgen Skeel
- (1690-1710) Albert Skeel
- (1710-1730) Mogens Skeel
- (1730) Elisabeth Skeel gift (1) Sehested (2) Wessel
- (1730-1745) Niels Sehested
- (1745-1747) Elisabeth Skeel gift (1) Sehested (2) Wessel
- (1747-1752) Caspar von Wessel
- (1752-1799) Anders Sehested
- (1799-1803) Niels Sehested
- (1803-1811) Wibeke Marie von Pultz gift Sehested
- (1811-1819) Anders Sehested
- (1819-1839) Edel Marie Kjær gift Sehested
- (1839-1882) Niels Frederik Bernhard Sehested
- (1882-1894) Charlotte Christine Linde gift Sehested
- (1894-1924) Hannibal Sehested
- (1924-1977) Jørgen Sehested
- (1977-2000) Birgitte Christiane Moskova Sehested gift Grice
- (2000-2005) Anders Ove Sehested / Birgitte Christiane Moskova Sehested gift Grice
- (2005-2017) Anders Ove Sehested / Anne Elizabeth Grice gift Lütken
- (2017-) Anders Ove Sehested